# Liga Mistrzów UEFA (2013/2014)/Faza pucharowa
W tej fazie do dalszych etapów turnieju przechodzą zwycięzcy poszczególnych dwumeczów.
    Drużyny rozstawione
    Drużyny nierozstawione
| Grupa | Zwycięzcy grup      | Drugie drużyny grup |
| ----- | ------------------- | ------------------- |
| A     | Manchester United   | Bayer Leverkusen    |
| B     | Real Madryt         | Galatasaray SK      |
| C     | Paris Saint-Germain | Olympiakos SFP      |
| D     | Bayern Monachium    | Manchester City     |
| E     | Chelsea             | FC Schalke 04       |
| F     | Borussia Dortmund   | Arsenal             |
| G     | Atlético Madryt     | Zenit Petersburg    |
| H     | FC Barcelona        | Milan               |

## 1/8 finału
Zwycięzcy fazy grupowej Ligi Mistrzów zostali rozlosowani przeciwko zespołom, które zajęły 2. miejsca w fazie grupowej. Drużyny z tych samych federacji oraz grup nie mogły zostać zestawione w 1 parze.
| Drużyna 1                            | Wynik dwumeczu | Drużyna 2           | Pierwszy mecz | Drugi mecz |
| ------------------------------------ | -------------- | ------------------- | ------------- | ---------- |
| Manchester City                      | 1:4            | FC Barcelona        | 0:2           | 1:2        |
| Olympiakos SFP                       | 2:3            | Manchester United   | 2:0           | 0:3        |
| Milan                                | 1:5            | Atlético Madryt     | 0:1           | 1:4        |
| Bayer Leverkusen                     | 1:6            | Paris Saint-Germain | 0:4           | 1:2        |
| Galatasaray SK                       | 1:3            | Chelsea             | 1:1           | 0:2        |
| FC Schalke 04                        | 2:9            | Real Madryt         | 1:6           | 1:3        |
| Zenit Petersburg                     | 4:5            | Borussia Dortmund   | 2:4           | 2:1        |
| Arsenal                              | 1:3            | Bayern Monachium    | 0:2           | 1:1        |
| Po lewej gospodarz pierwszego meczu. |                |                     |               |            |

### Pierwsze mecze
| 18 lutego 2014 | Manchester City | 0:2   | FC Barcelona                    |                                                                              |
| 20:45 CET      |                 | (0:1) | 54' (k.) Messi · 90' Dani Alves | City of Manchester Stadium, Manchester Widzów: 46 033 Sędzia: Jonas Eriksson |

| 18 lutego 2014 | Bayer Leverkusen | 0:4   | Paris Saint-Germain                                 |                                                           |
| 20:45 CET      |                  | (0:3) | 3' Matuidi · 39' (k.), 42' Ibrahimović · 88' Cabaye | BayArena, Leverkusen Widzów: 29 413 Sędzia: Viktor Kassai |

| 19 lutego 2014 | Milan | 0:1   | Atlético Madryt |                                                                        |
| 20:45 CET      |       | (0:0) | 83' Diego Costa | Stadion Giuseppe Meazzy, Mediolan Widzów: 65 890 Sędzia: Pedro Proença |

| 19 lutego 2014 | Arsenal | 0:2   | Bayern Monachium       |                                                                |
| 20:45 CET      |         | (0:0) | 54' Kroos · 88' Müller | Emirates Stadium, Londyn Widzów: 59 911 Sędzia: Nicola Rizzoli |

| 25 lutego 2014 | Zenit Petersburg           | 2:4   | Borussia Dortmund                               |                                                                      |
| 18:00 CET      | Szatow 57' · Hulk 69' (k.) | (0:2) | 4' Mychitarian · 5' Reus · 61', 71' Lewandowski | Stadion Pietrowski, Petersburg Widzów: 15 099 Sędzia: William Collum |

| 25 lutego 2014 | Olympiakos SFP               | 2:0   | Manchester United |                                                                    |
| 20:45 CET      | Domínguez 38' · Campbell 55' | (1:0) |                   | Stadion Karaiskákis, Pireus Widzów: 29 815 Sędzia: Gianluca Rocchi |

| 26 lutego 2014 | Galatasaray SK | 1:1   | Chelsea   |                                                                            |
| 20:45 CET      | Chedjou 65'    | (0:1) | 9' Torres | Türk Telekom Arena, Stambuł Widzów: 49 194 Sędzia: Carlos Velasco Carballo |

| 26 lutego 2014 | FC Schalke 04   | 1:6   | Real Madryt                                         |                                                                 |
| 20:45 CET      | Huntelaar 90+1' | (0:2) | 13', 57' Benzema · 21', 69' Bale · 52', 89' Ronaldo | Veltins-Arena, Gelsenkirchen Widzów: 54 442 Sędzia: Howard Webb |

### Rewanże
| 11 marca 2014 | Atlético Madryt                                        | 4:1   | Milan    |                                                                          |
| 20:45 CET     | Diego Costa 3', 85' · Arda Turan 40' · Raúl García 71' | (2:1) | 27' Kaká | Estadio Vicente Calderón, Madryt Widzów: 49 186 Sędzia: Mark Clattenburg |

| 11 marca 2014 | Bayern Monachium   | 1:1   | Arsenal      |                                                                   |
| 20:45 CET     | Schweinsteiger 55' | (0:0) | 57' Podolski | Allianz Arena, Monachium Widzów: 68 000 Sędzia: Svein Oddvar Moen |

| 12 marca 2014 | FC Barcelona                 | 2:1   | Manchester City |                                                            |
| 20:45 CET     | Messi 67' · Dani Alves 90+1' | (0:0) | 89' Kompany     | Camp Nou, Barcelona Widzów: 85 957 Sędzia: Stéphane Lannoy |

| 12 marca 2014 | Paris Saint-Germain          | 2:1   | Bayer Leverkusen |                                                           |
| 20:45 CET     | Marquinhos 13' · Lavezzi 53' | (1:1) | 6' Sam           | Parc des Princes, Paryż Widzów: 45 596 Sędzia: Ivan Bebek |

| 18 marca 2014 | Chelsea               | 2:0   | Galatasaray SK |                                                            |
| 20:45 CET     | Eto’o 4' · Cahill 42' | (2:0) |                | Stamford Bridge, Londyn Widzów: 38 038 Sędzia: Felix Brych |

| 18 marca 2014 | Real Madryt                   | 3:1   | FC Schalke 04 |                                                                         |
| 20:45 CET     | Ronaldo 21', 74' · Morata 75' | (1:1) | 31' Hoogland  | Estadio Santiago Bernabéu, Madryt Widzów: 65 148 Sędzia: Sergei Karasev |

| 19 marca 2014 | Manchester United               | 3:0   | Olympiakos SFP |                                                               |
| 20:45 CET     | van Persie 25' (k.), 45+1', 52' | (2:0) |                | Old Trafford, Manchester Widzów: 74 662 Sędzia: Björn Kuipers |

| 19 marca 2014 | Borussia Dortmund | 1:2   | Zenit Petersburg      |                                                                             |
| 20:45 CET     | Kehl 38'          | (1:1) | 16' Hulk · 73' Rondón | Signal Iduna Park, Dortmund Widzów: 65 829 Sędzia: Alberto Undiano Mallenco |

## 1/4 finału
Od tej rundy pary zostają rozlosowane niezależnie od przynależności drużyn do poszczególnych federacji oraz pozycji zajętej w fazie grupowej.
| Drużyna 1                            | Wynik dwumeczu | Drużyna 2         | Pierwszy mecz | Drugi mecz |
| ------------------------------------ | -------------- | ----------------- | ------------- | ---------- |
| FC Barcelona                         | 1:2            | Atlético Madryt   | 1:1           | 0:1        |
| Real Madryt                          | 3:2            | Borussia Dortmund | 3:0           | 0:2        |
| Paris Saint-Germain                  | 3:3 (br. wyj.) | Chelsea           | 3:1           | 0:2        |
| Manchester United                    | 2:4            | Bayern Monachium  | 1:1           | 1:3        |
| Po lewej gospodarz pierwszego meczu. |                |                   |               |            |

### Pierwsze mecze
| 1 kwietnia 2014 | FC Barcelona | 1:1   | Atlético Madryt |                                                        |
| 20:45 CET       | Neymar 71'   | (0:0) | 56' Diego       | Camp Nou, Barcelona Widzów: 79 941 Sędzia: Felix Brych |

| 1 kwietnia 2014 | Manchester United | 1:1   | Bayern Monachium   |                                                                         |
| 20:45 CET       | Vidić 58'         | (0:0) | 67' Schweinsteiger | Old Trafford, Manchester Widzów: 75 199 Sędzia: Carlos Velasco Carballo |

| 2 kwietnia 2014 | Real Madryt                      | 3:0   | Borussia Dortmund |                                                                           |
| 20:45 CET       | Bale 3' · Isco 27' · Ronaldo 57' | (2:0) |                   | Estadio Santiago Bernabéu, Madryt Widzów: 70 089 Sędzia: Mark Clattenburg |

| 2 kwietnia 2014 | Paris Saint-Germain                          | 3:1   | Chelsea         |                                                              |
| 20:45 CET       | Lavezzi 4' · Luiz 61' (sam.) · Pastore 90+3' | (1:1) | 27' (k.) Hazard | Parc des Princes, Paryż Widzów: 45 517 Sędzia: Milorad Mažić |

### Rewanże
| 8 kwietnia 2014 | Borussia Dortmund | 2:0   | Real Madryt |                                                                  |
| 20:45 CET       | Reus 24', 37'     | (2:0) |             | Signal Iduna Park, Dortmund Widzów: 65 829 Sędzia: Damir Skomina |

| 8 kwietnia 2014 | Chelsea               | 2:0   | Paris Saint-Germain |                                                              |
| 20:45 CET       | Schürrle 32' · Ba 87' | (1:0) |                     | Stamford Bridge, Londyn Widzów: 38 080 Sędzia: Pedro Proença |

| 9 kwietnia 2014 | Atlético Madryt | 1:0   | FC Barcelona |                                                                     |
| 20:45 CET       | Koke 5'         | (1:0) |              | Estadio Vicente Calderón, Madryt Widzów: 53 592 Sędzia: Howard Webb |

| 9 kwietnia 2014 | Bayern Monachium                        | 3:1   | Manchester United |                                                                |
| 20:45 CET       | Mandžukić 59' · Müller 68' · Robben 76' | (0:0) | 57' Evra          | Allianz Arena, Monachium Widzów: 67 300 Sędzia: Jonas Eriksson |

## 1/2 finału
| Drużyna 1                            | Wynik dwumeczu | Drużyna 2        | Pierwszy mecz | Drugi mecz |
| ------------------------------------ | -------------- | ---------------- | ------------- | ---------- |
| Real Madryt                          | 5:0            | Bayern Monachium | 1:0           | 4:0        |
| Atlético Madryt                      | 3:1            | Chelsea          | 0:0           | 3:1        |
| Po lewej gospodarz pierwszego meczu. |                |                  |               |            |

### Pierwsze mecze
| 22 kwietnia 2014 | Atlético Madryt | 0:0 | Chelsea |                                                                        |
| 20:45 CET        |                 |     |         | Estadio Vicente Calderón, Madryt Widzów: 52 560 Sędzia: Jonas Eriksson |

| 23 kwietnia 2014 | Real Madryt | 1:0   | Bayern Monachium |                                                                      |
| 20:45 CET        | Benzema 19' | (1:0) |                  | Estadio Santiago Bernabéu, Madryt Widzów: 79 283 Sędzia: Howard Webb |

### Rewanże
| 29 kwietnia 2014 | Bayern Monachium | 0:4   | Real Madryt                       |                                                               |
| 20:45 CET        |                  | (0:3) | 16', 20' Ramos · 34', 90' Ronaldo | Allianz Arena, Monachium Widzów: 68 000 Sędzia: Pedro Proença |

| 30 kwietnia 2014 | Chelsea    | 1:3   | Atlético Madryt                                          |                                                               |
| 20:45 CET        | Torres 36' | (1:1) | 44' Adrián López · 60' (k.) Diego Costa · 72' Arda Turan | Stamford Bridge, Londyn Widzów: 37 918 Sędzia: Nicola Rizzoli |

## Finał
| 24 maja 2014 20:45 CET | Real Madryt · Ramos 90+3' · Bale 110' · Marcelo 118' · Ronaldo 120' | 4:1 (Dogr.)(0:1)Raport | Atlético Madryt · 36' Godín | Estádio da Luz, Lizbona Widzów: 60 976 Sędzia: Björn Kuipers |
|                        |                                                                     |                        |                             |                                                              |

| Real Madryt | Atlético Madryt |

| GK              | 1  | Iker Casillas (c)  |        |     |
| RB              | 15 | Dani Carvajal      |        |     |
| CB              | 4  | Sergio Ramos       | 27'    |     |
| CB              | 2  | Raphaël Varane     | 120+2' |     |
| LB              | 5  | Fábio Coentrão     |        | 59' |
| CM              | 19 | Luka Modrić        |        |     |
| CM              | 6  | Sami Khedira       | 45+1'  | 59' |
| AM              | 22 | Ángel Di María     |        |     |
| RF              | 11 | Gareth Bale        |        |     |
| CF              | 9  | Karim Benzema      |        | 79' |
| LF              | 7  | Cristiano Ronaldo  | 120'   |     |
| Zmiany:         |    |                    |        |     |
| GK              | 25 | Diego López        |        |     |
| DF              | 3  | Pepe               |        |     |
| DF              | 12 | Marcelo            | 118'   | 59' |
| DF              | 17 | Álvaro Arbeloa     |        |     |
| MF              | 23 | Isco               |        | 59' |
| MF              | 24 | Asier Illarramendi |        |     |
| FW              | 21 | Álvaro Morata      |        | 79' |
| Trener:         |    |                    |        |     |
| Carlo Ancelotti |    |                    |        |     |

| GK            | 13 | Thibaut Courtois   |      |     |
| RB            | 20 | Juanfran           | 74'  |     |
| CB            | 23 | João Miranda       | 53'  |     |
| CB            | 2  | Diego Godín        | 119' |     |
| LB            | 3  | Filipe Luís        |      | 83' |
| AM            | 8  | Raúl García        | 27'  | 66' |
| CM            | 5  | Tiago              |      |     |
| CM            | 14 | Gabi (c)           | 100' |     |
| DM            | 6  | Koke               | 86'  |     |
| CF            | 19 | Diego Costa        |      | 9'  |
| CF            | 9  | David Villa        | 73'  |     |
| Zmiany:       |    |                    |      |     |
| GK            | 1  | Daniel Aranzubía   |      |     |
| DF            | 12 | Toby Alderweireld  |      | 83' |
| MF            | 4  | Mario Suárez       |      |     |
| MF            | 11 | Cristian Rodríguez |      |     |
| MF            | 24 | José Ernesto Sosa  |      | 66' |
| MF            | 26 | Diego              |      |     |
| FW            | 7  | Adrián López       |      | 9'  |
| Trener:       |    |                    |      |     |
| Diego Simeone |    |                    |      |     |

| UEFA Man of the Match: Ángel Di María (Real Madryt) Fans' Man of the Match: Sergio Ramos (Real Madryt) Asystenci sędziego: Sander van Roekel (Holandia) Erwin Zeinstra (Holandia) Arbiter techniczny: Cüneyt Çakır (Turcja) Dodatkowy asystent sędziego: Pol van Boekel (Holandia) Richard Liesveld (Holandia) |